# Wenset
Wenset (wnš.t, „nőstényfarkas”) ókori egyiptomi hercegnő és papnő volt a IV. dinasztia idején.
Nem tudni, melyik uralkodó lánya volt. Unokája, Kaaper, aki közel életnagyságú szikomorfa szobráról ismert, a IV. dinasztia végén vagy az V. dinasztia elején élhetett, így Wenset a IV. dinasztia korának második felére datálható. Férje kiléte ismeretlen. Álajtaján említik Kameni és Iymeri nevű fiait, valamint  Merititesz, Wehemnofret, Niszu és Tjenteti nevű lányait, emellett Kaapert is ábrázolják. Wenset számos magas rangot viselt, „a király szeretett, vér szerinti lánya” volt, valamint Hathor és Neith papnője.
Wensetet a gízai nekropolisz G 4840 jelű masztabasírjában temették el. Sírját 1914. február 12-én fedezte fel George Reisner. A sírból került elő Wenset hercegnő álajtaja, amely ma a Roemer- und Pelizaeus-Museum Hildesheim gyűjteményében látható (katalógusszám 2971).

## Fordítás
- Ez a szócikk részben vagy egészben  a   Wenschet című német Wikipédia-szócikk ezen változatának fordításán alapul.  Az eredeti cikk szerkesztőit annak laptörténete sorolja fel. Ez a jelzés csupán a megfogalmazás eredetét és a szerzői jogokat jelzi, nem szolgál a cikkben szereplő információk forrásmegjelöléseként.